# جان دانکوورث
سر جان فیلیپ ویلیام دانکوورث (به انگلیسی: Sir John Phillip William Dankworth) (۲۰ سپتامبر ۱۹۲۷ - ۶ فوریه ۲۰۱۰) که در سال‌های آغازین فعالیت حرفه‌ای‌اش با نام جانی دانک‌وُرث شناخته می‌شد، یک آهنگساز سبک جاز، ساکسوفوننواز و کلارینتنواز انگلیسی بود. او شوهر کلئو لین خواننده جاز بود.

## زندگی و حرفه
دانکوورث در ۱۹۲۷ در وودفورد در جنوب انگلستان زاده شد. او در نوجوانی و پیش از ورود به آکادمی سلطنتی موسیقی، نواختن کلارینت را آغاز کرد. او تحت تأثیر چارلی پارکر نوازنده آمریکایی به ساکسیفون‌نوازی روی آورد و در مدتی کوتاه پس از آن، آهنگ‌سازی، تنظیم و ضبط موسیقی را آغاز کرد.
او در دوران فعالیت خویش، با چهره‌های سرشناس موسیقی جاز مانند نت کینگ کول٬ الا فیتزجرالد، اسکار پترسون، دیزی گیلیسپی، بنی گودمن و جری مالیگن همکاری داشت.
دانکوورث در سال ۲۰۰۶ لقب شوالیه را برای ارتقای موسیقی جاز دریافت کرد. او در نیم قرن آخر زندگی حرفه‌ای خود، یکی از پیشگامان موسیقی جاز انگلستان به‌شمار می‌رفت و در شش سال متوالی به‌عنوان موسیقی‌دان سال برگزیده شده‌بود. دانکورث یک نوازنده چیره‌دست کلارینت و ساکسوفون و سازندهٔ موسیقی متن تعدادی از فیلم‌های مستقل سینما در دهه ۶۰، مانند شنبه شب و یکشنبه صبح، پیشخدمت، تصادف و مودستی بلیز بود. او همچنین در طول سال‌های فعالست خود، آهنگسازی چندین تئاتر، نمایش موزیکال و باله را به‌عهده داشته‌است.